# Вузол (складальна одиниця)
Ву́зол — складальна одиниця, яка може збиратися окремо від інших складових частин машини або механізму і яка може виконувати певні функції у виробах одного призначення тільки спільно з іншими складовими частинами
Вузол залежно від конструкції може складатися з окремих деталей або вузлів (складальних одиниць) і деталей.
Технологічна особливість вузла — можливість його складання незалежно від інших частин виробу. Іноді складальні одиниці не збігаються з функціональними (за призначенням) частинами виробу. Наприклад, якщо змащувальна система або система охолоджування не може бути зібрана окремо від інших елементів двигуна, то ці системи не відноситимуться до його вузлів (складальних одиниць).
Характерними прикладами вузлів можуть бути зварні корпуси, гідро- та пневмоциліндри, планетарні механізми, гальмівні пристрої, шпиндельні блоки, обгінні муфти, запобіжні клапани тощо.
Вузли (складальні одиниці) бувають першого, другого і вищих порядків. Автомобіль можна розчленувати на складальні одиниці першого порядку: двигун у зборі з муфтою зчеплення, ходова частина, корпус. У свою чергу, двигун у зборі з муфтою зчеплення складається з двох складальних одиниць другого порядку: двигуна і муфти зчеплення. Складальні одиниці третього порядку — масляний насос, паливний насос, стартер — агрегати, встановлені на двигуні.